# 栃木県道61号真岡那須烏山線
栃木県道61号真岡那須烏山線（とちぎけんどう61ごう もおかなすからすやません）は、栃木県真岡市から那須烏山市に至る県道（主要地方道）である。

## 概要
真岡市街地から北東に伸び、市貝町赤羽地区・芳賀町中心部（祖母井）・高根沢町南東部を北に縦断し那須烏山市に至る路線である。より東を経由する国道294号と役割を分散している。

### 路線データ
- 総延長：26.784 km[1]
- 実延長：26.233 km[1]
- 起点：栃木県真岡市荒町（荒町泉町交差点＝栃木県道46号宇都宮真岡線・栃木県道156号石末真岡線交点）
- 終点：栃木県那須烏山市福岡（福岡交差点＝栃木県道10号宇都宮那須烏山線交点）
- 認定：1974年（昭和49年）2月5日

## 歴史
- 1961年（昭和36年）4月1日 - 一般県道真岡芳賀線および一般県道福岡芳賀線が認定。[要出典]
- 1974年（昭和49年）2月5日 - 両路線が統合され、主要地方道真岡烏山線として再認定。[要出典]
- 1993年（平成5年）5月11日 - 建設省から、県道真岡烏山線が真岡烏山線として主要地方道に指定される[2]。
- 2008年（平成20年）4月1日 - 現在の路線名に変更[3]。
- 2009年（平成21年）4月1日 - 起点が真岡市市役所前交差点から荒町泉町交差点に変更[4]。

## 路線状況

### 重複区間
- 国道294号（真岡市東郷・東郷東交差点 - 東郷北交差点）
- 栃木県道64号宇都宮向田線（芳賀郡芳賀町給部 地内）

## 地理

### 通過する自治体
- 真岡市
- 芳賀郡
  - 市貝町
  - 芳賀町
- 塩谷郡
  - 高根沢町
- 那須烏山市

## 交差する道路

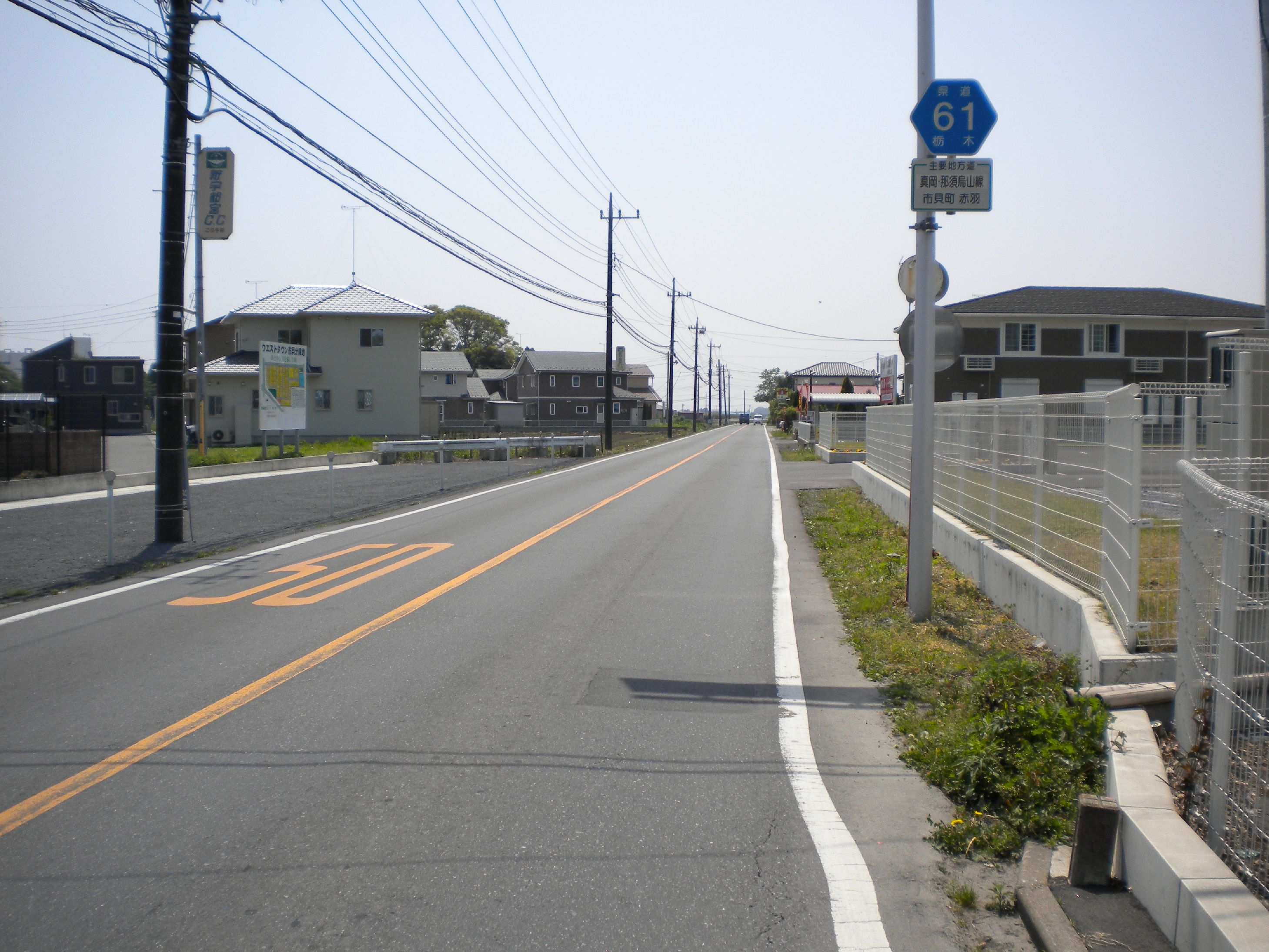
市貝町赤羽付近

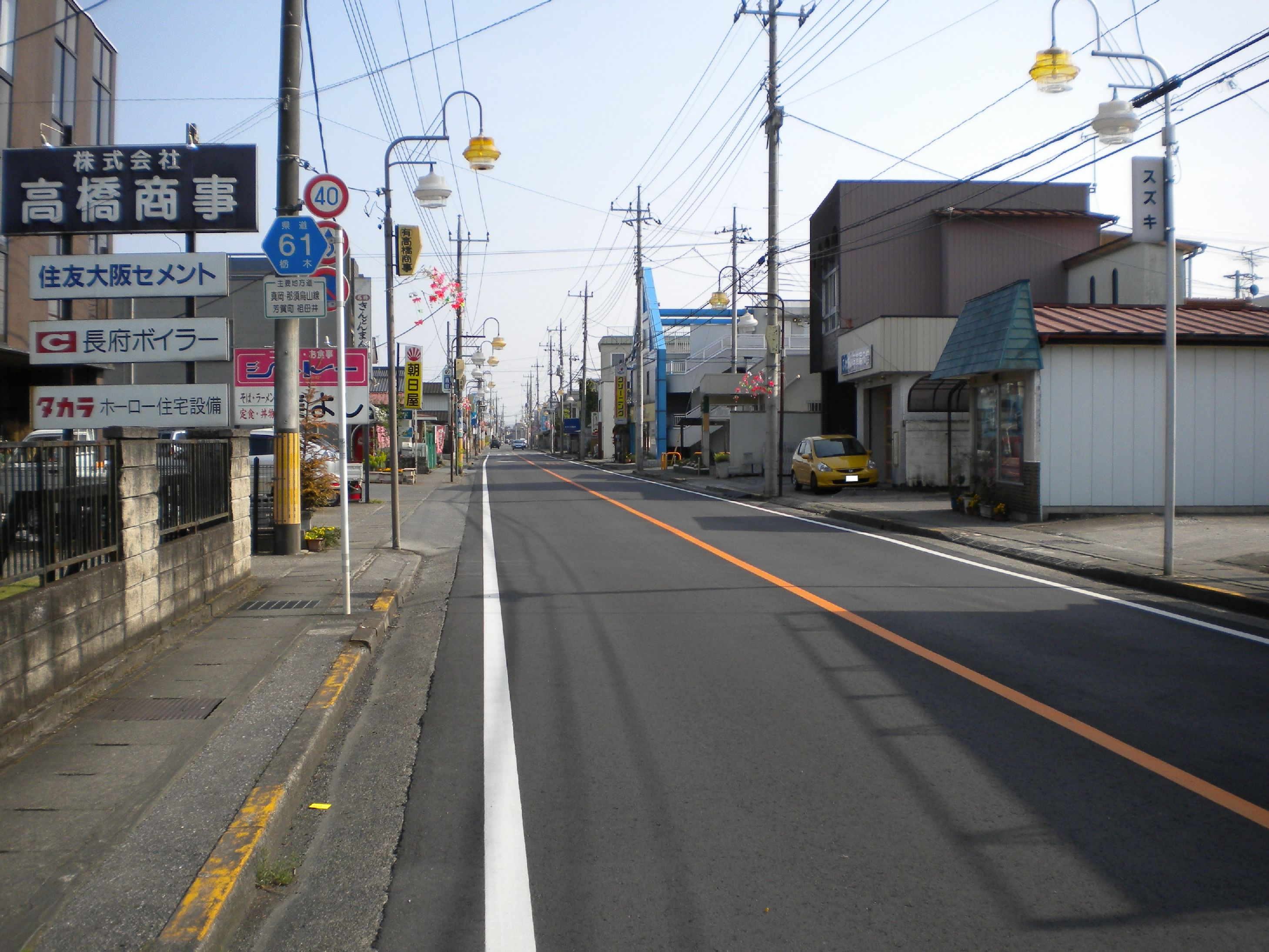
芳賀町祖母井付近
（県道69号との重複区間）

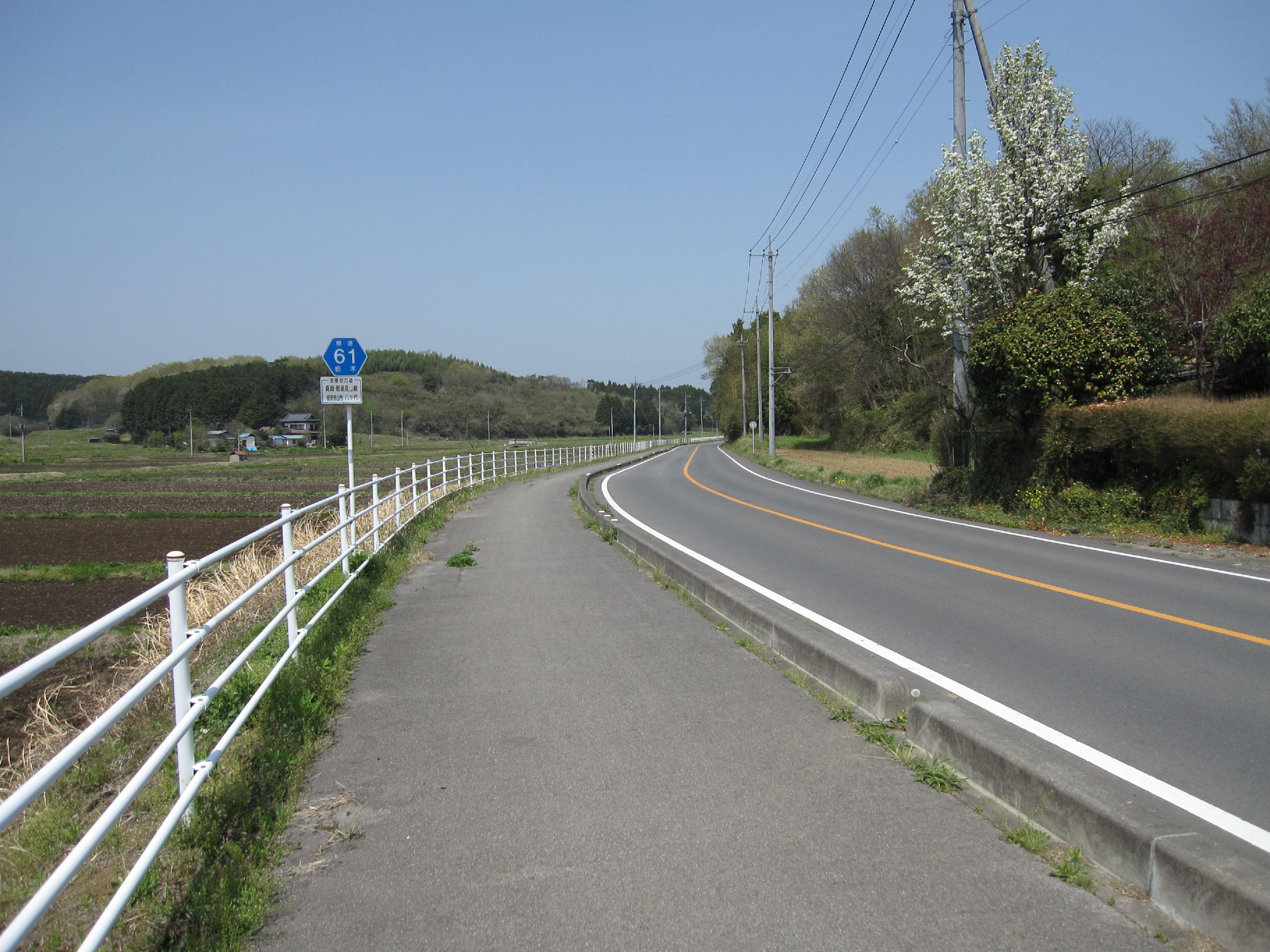
那須烏山市八ヶ代付近

- 栃木県道46号宇都宮真岡線・栃木県道156号石末真岡線（起点）
- 国道294号（真岡市東郷・東郷東交差点）
- 国道294号（真岡市東郷・東郷北交差点）
- 国道121号（真岡市原町・原町十字路交差点）
- 国道123号（栃木県道1号宇都宮笠間線 重複）（芳賀郡市貝町赤羽・下赤羽交差点）
- 栃木県道165号上根北長島線（芳賀郡市貝町赤羽・上赤羽交差点）
- 栃木県道69号宇都宮茂木線（芳賀郡芳賀町祖母井にて一部重複）
- 栃木県道64号宇都宮向田線（芳賀郡芳賀町給部）
- 栃木県道64号宇都宮向田線（芳賀郡芳賀町給部）
- 栃木県道176号杉山石末線（塩谷郡高根沢町下柏崎）
- 栃木県道10号宇都宮那須烏山線（終点）